# 범물차량사업소
범물차량사업소(凡勿車輛事業所)는 대구광역시 수성구 범물동에 있는 대구 도시철도 3호선의 주박용 차량기지로, 야간에 8편성이 주박한다. 대구 도시철도 3호선의 종점인 용지역과는 칠곡경대병원 승강장 방향에 단선으로 연결된다.

## 개요
칠곡차량사업소와 달리 이 곳은 검수 기능이 없고 비영업시간에 3호선 열차가 주박하는 용도로만 사용하고 있으며, 해당 열차들은 다음 날 출퇴근 시간에 용지역을 출발하여 칠곡경대병원행 열차로 운행한다. 따라서 대구교통공사 3000호대 전동차의 시운전 및 경·중검수 관리는 칠곡차량사업소에서 주관한다. 입출고 선로는 칠곡방향에 단선으로 설치되어 있다.

## 업무
- 대구교통공사 3000호대 전동차 주박 및 입·출고